# Pogno
Pogno là một đô thị ở tỉnh Novara ở vùng Piedmont của Ý, tọa lạc cách 100 km về phía đông bắc của Torino và khoảng 35 km về phía tây bắc của Novara. Tại thời điểm ngày 31 tháng 12 năm 2004, đô thị này có dân số 1.556 người và diện tích là 10,1 km².
Pogno giáp các đô thị: Gozzano, Madonna del Sasso, San Maurizio d'Opaglio, Soriso, và Valduggia.